# Liste der Kulturdenkmale in Straufhain
Die Liste der Kulturdenkmale in Straufhain umfasst die als Ensembles, Einzeldenkmale und Bodendenkmale erfassten Kulturdenkmale in der thüringischen Gemeinde Straufhain und ihrer Ortsteile (Stand: 11. Februar 2025).
Die Angaben in der Liste ersetzen nicht die rechtsverbindliche Auskunft der zuständigen Denkmalschutzbehörde.

## Legende
- Bild: zeigt ein Bild des Kulturdenkmals und gegebenenfalls einen Link zu weiteren Fotos des Kulturdenkmals im Medienarchiv Wikimedia Commons
- Bezeichnung: Name, Bezeichnung oder die Art des Kulturdenkmals
- Lage: Wenn vorhanden Straßenname und Hausnummer des Kulturdenkmals; Grundsortierung der Liste erfolgt nach dieser Adresse. Der Link Karte führt zu verschiedenen Kartendarstellungen und nennt die Koordinaten des Kulturdenkmals.
 Kartenansicht, um Koordinaten zu setzen – in dieser Kartenansicht sind Kulturdenkmale ohne Koordinaten mit einem roten bzw. orangen Marker dargestellt und können in der Karte gesetzt werden. Kulturdenkmale ohne Bild sind mit einem blauen bzw. roten Marker gekennzeichnet, Kulturdenkmale mit Bild mit einem grünen bzw. orangen Marker.
- Datierung: gibt das Jahr der Fertigstellung beziehungsweise das Datum der Erstnennung oder den Zeitraum der Errichtung an
- Beschreibung: bauliche und geschichtliche Einzelheiten des Kulturdenkmals, vorzugsweise die Denkmaleigenschaften
- ID: Die ID identifiziert das Kulturdenkmal eindeutig. In Thüringen sind aktuell keine IDs veröffentlicht. In der ID-Spalte kann sich auch folgendes Icon  befinden, dies führt zu Angaben zu diesem Kulturdenkmal bei Wikidata.

## Ensemble

### Linden
| Bild            | Bezeichnung | Lage | Datierung | Beschreibung | ID |
| --------------- | ----------- | --- | --------- | ------------ | -- |
| Fotos hochladen | Ensemble    | Lindener Dorfstraße im Geltungsbereich zwischen Ortseingang im NO und ehem. Schmiede/Gemeindeverwaltung im NW (Karte) |           |              |    |

### Streufdorf
| Bild            | Bezeichnung | Lage    | Datierung | Beschreibung | ID |
| --------------- | ----------- | ------- | --------- | ------------ | -- |
| Fotos hochladen | Dorfanlage  | (Karte) |           |              |    |

## Einzeldenkmale

### Adelhausen
| Bild                           | Bezeichnung                    | Lage                                                      | Datierung | Beschreibung    | ID |
| ------------------------------ | ------------------------------ | --------------------------------------------------------- | --------- | --------------- | -- |
| Fotos hochladen                | Gehöft / Kobenhof              | Adelhäuser Dorfstraße 1 Flur 1 / Flurstück(e) 1/2 (Karte) |           |                 |    |
| Fotos hochladen                | Backhaus                       | Adelhäuser Dorfstraße 12 Flur 1 / Flurstück(e) 99 (Karte) |           |                 |    |
| Fotos hochladen                | Gasthaus / Zur Jägersruh       | Adelhäuser Dorfstraße 2 Flurstück(e) 3/2, 4/2 (Karte)     |           |                 |    |
| Fotos hochladen                | Brunnen                        | Adelhäuser Kirchgasse o. Nr. Flurstück(e) 98/25 (Karte)   |           |                 |    |
| weitere Bilder Fotos hochladen | Evangelische Kirche St. Marien | Adelhäuser Kirchgasse 26 Flurstück(e) 97 (Karte)          |           | mit Ausstattung |    |

### Eishausen
| Bild                                    | Bezeichnung                                                          | Lage                                                     | Datierung | Beschreibung | ID |
| --------------------------------------- | -------------------------------------------------------------------- | -------------------------------------------------------- | --------- | --- | -- |
| Fotos hochladen                         | Linde                                                                | Eishäuser Hauptstraße (Karte)                            |           | Die Sommerlinde wurde im Jahr 1821 gepflanzt.                                                                         |    |
| weitere Bilder Fotos hochladen          | Kirche mit Ausstattung und Kirchhof / Evangelische Kirche St. Marien | Eishäuser Hauptstraße 84 Flurstück(e) 200/1 (Karte)      |           | |    |
| Fotos hochladen                         | Brunnen                                                              | Eishäuser Gartenstraße, vor 41 (Karte)                   |           | |    |
| Fotos hochladen                         | Backhaus                                                             | Straße Hinterdorf 63 (Karte)                             |           | |    |
| Fotos hochladen                         | Brunnen                                                              | Straße Hinterdorf, neben 63 (Karte)                      |           | |    |
| Fotos hochladen                         | Kellerhaus                                                           | Straße Hinterdorf (Karte)                                |           | |    |
| Fotos hochladen                         | Brunnen                                                              | Straße am Schulberg Straße am Kuhberg, vor 82 (Karte)    |           | |    |
| Fotos hochladen                         | Brauhaus                                                             | Straße am Schulberg Straße am Kuhberg 82 (Karte)         |           | Das 1855 errichtete und bis 1971 genutzte Brauhaus wird seit einem Umbau durch die Feuerwehr als Vereinsheim genutzt. |    |
| Fotos hochladen                         | Gehöft                                                               | Straße am Schulberg 18 (Karte)                           |           | |    |
| Fotos hochladen                         | Denkmal                                                              | Friedhof, Straße am Kuhberg 81 (Karte)                   |           | |    |
| Fotos hochladen                         | Friedhofshalle mit Ausstattung                                       | Straße am Kuhberg 81 (Karte)                             |           | |    |
| Fotos hochladen                         | Mühlengehöft / ehem. Schloßmühle                                     | südöstlicher Ortsrand, Eishäuser Gartenstraße 42 (Karte) |           | |    |
| Fotos hochladen                         | Grabstein                                                            | Friedhof, Straße am Kuhberg 81 (Karte)                   |           | |    |
| Direkt Bild zu diesem Denkmal hochladen | Hochwasserstein                                                      | südliches Ufer der Rodach                                |           | |    |
| Direkt Bild zu diesem Denkmal hochladen | Gedenktafel                                                          | Koordinaten fehlen! Hilf mit.                            |           | |    |

### Linden
| Bild                           | Bezeichnung                                      | Lage                                                                                      | Datierung | Beschreibung | ID |
| ------------------------------ | ------------------------------------------------ | ----------------------------------------------------------------------------------------- | --------- | ------------ | -- |
| Fotos hochladen                | Brauhaus                                         | Lindener Dorfstraße o. Nr.27 nordöstlicher Ortseingang (Karte)                            |           |              |    |
| weitere Bilder Fotos hochladen | Kirche mit Ausstattung, Friedhof und Einfriedung | Lindener Dorfstraße o. Nr.76 Flurstück(e) 99/2, 101, 102 (Karte)                          |           |              |    |
| Fotos hochladen                | Backhaus                                         | Lindener Dorfstraße o. Nr. südwestlich des Unteren Feuerteiches Flurstück(e) 98/2 (Karte) |           |              |    |
| Fotos hochladen                | Schule mit Nebengebäude                          | Lindener Dorfstraße 13, 13a Flurstück(e) 99/2 (Karte)                                     |           |              |    |
| Fotos hochladen                | Wohnhaus                                         | Lindener Dorfstraße 17 Flurstück(e) 38/3 (Karte)                                          |           |              |    |
| Fotos hochladen                | Gehöft                                           | Lindener Dorfstraße 36 Flurstück(e) 142/3 (Karte)                                         |           |              |    |
| Fotos hochladen                | Gehöft                                           | Lindener Dorfstraße 9 Flurstück(e) 23/5 (Karte)                                           |           |              |    |
| Fotos hochladen                | Linde und Tisch / Schullinde und Lindenstein     | nördlich der Kreuzung Hauptstraße/Römhilder StraßeLindener Dorfstraße (Karte)             |           |              |    |

### Massenhausen
| Bild            | Bezeichnung                | Lage                                                         | Datierung | Beschreibung | ID |
| --------------- | -------------------------- | ------------------------------------------------------------ | --------- | ------------ | -- |
| Fotos hochladen | Brunnen                    | Massenhäuser Dorfstraße (Karte)                              |           |              |    |
| Fotos hochladen | Backhaus und Feuerwehrhaus | Massenhäuser Dorfstraße o. Nr. (Karte)                       |           |              |    |
| Fotos hochladen | Brunnenbecken              | auf dem Friedhofsgelände, an Massenhäuser Dorfstraße (Karte) |           |              |    |

### Seidingstadt
| Bild                           | Bezeichnung                | Lage | Datierung | Beschreibung    | ID |
| ------------------------------ | -------------------------- | --- | --------- | --------------- | -- |
| Fotos hochladen                | Ehemalige Schule           | Seidingstädter Hauptstraße 17 Flurstück(e) 36/5, 130/16 (Karte)                                                        |           |                 |    |
| Fotos hochladen                | Backhaus                   | Seidingstädter Hauptstraße 19 Flurstück(e) 38/5 (Karte)                                                                |           |                 |    |
| weitere Bilder Fotos hochladen | Evangelische Kirche        | Seidingstädter Hauptstraße 2 Flurstück(e) 25 (Karte)                                                                   |           | mit Ausstattung |    |
| Fotos hochladen                | Wohnhaus                   | Seidingstädter Hauptstraße 32 Flurstück(e) 82/4 (Karte)                                                                |           |                 |    |
| Fotos hochladen                | Gehöft                     | Seidingstädter Hauptstraße 33 Flurstück(e) 90/6 (Karte)                                                                |           |                 |    |
| Fotos hochladen                | Wohnhaus                   | Seidingstädter Hauptstraße 43 Flurstück(e) 114/2 (Karte)                                                               |           |                 |    |
| Fotos hochladen                | Gasthof / Gaststätte Sperl | Seidingstädter Hauptstraße 51 Flurstück(e) 156/3 (Karte)                                                               |           |                 |    |
| Fotos hochladen                | Brauhaus und Schlauchhaus  | Seidingstädter Hauptstraße 53 Flurstück(e) 165 (Karte)                                                                 |           |                 |    |
| Fotos hochladen                | Wohnhaus                   | Seidingstädter Kirchgasse 16 (Karte)                                                                                   |           |                 |    |
| weitere Bilder Fotos hochladen | Burgruine / Straufhain     | Schloßkopf, etwa 1,5 km nordöstlich der Ortslage Seidingstadt Flurstück(e) 987, 9881, 988/2, 988/3, 988/4, 989 (Karte) |           |                 |    |
| Fotos hochladen                | Brunnen                    | zwischen Gemeindehaus und Kirche stehend Flurstück(e) 28/4 (Karte)                                                     |           |                 |    |

### Steinfeld
| Bild                                    | Bezeichnung                | Lage                                             | Datierung | Beschreibung                                                        | ID |
| --------------------------------------- | -------------------------- | ------------------------------------------------ | --------- | ------------------------------------------------------------------- | -- |
| Fotos hochladen                         | Brunnen / Schwanenbrunnen  | Coburger Straße o. Nr. (Karte)                   |           |                                                                     |    |
| Fotos hochladen                         | Tanzlinde                  | Coburger Straße o. Nr. (Karte)                   |           | Die Sommerlinde wurde im Jahr 1822 gepflanzt.                       |    |
| Direkt Bild zu diesem Denkmal hochladen | Brauhaus                   | Coburger Straße o. Nr.                           |           |                                                                     |    |
| Fotos hochladen                         | Gehöft                     | Coburger Straße 53 (Karte)                       |           |                                                                     |    |
| weitere Bilder Fotos hochladen          | Quellhaus                  | Hirtenstraße (Karte)                             |           | Massives steinernes Brunnenhaus von 1694 über einem Schachtbrunnen. |    |
| Fotos hochladen                         | Backhaus                   | Hirtenstraße o. Nr. / Flurstück(e) 178/2 (Karte) |           |                                                                     |    |
| Direkt Bild zu diesem Denkmal hochladen | Schild / Wirtschaftsschild | am Gasthof                                       |           |                                                                     |    |

### Stressenhausen
| Bild                                    | Bezeichnung                                                                | Lage                                       | Datierung | Beschreibung | ID |
| --------------------------------------- | -------------------------------------------------------------------------- | ------------------------------------------ | --------- | ------------ | -- |
| Fotos hochladen                         | Brauhaus                                                                   | Bedheimer Weg 111 (Karte)                  |           |              |    |
| Fotos hochladen                         | Backhaus                                                                   | Stressenhäuser Dorfstraße 109 (Karte)      |           |              |    |
| Fotos hochladen                         | Hofeinfriedung                                                             | StressenhäuserDorfstraße 66 (Karte)        |           |              |    |
| Fotos hochladen                         | Gehöft                                                                     | Stressenhäuser Dorfstraße 76 (Karte)       |           |              |    |
| Direkt Bild zu diesem Denkmal hochladen | Brunnen                                                                    | Hauptstraße westliche Straßenseite         |           |              |    |
| weitere Bilder Fotos hochladen          | Kirche mit Ausstattung und Kirchhof / Evangelische Kirche St. Bartholomäus | Lange Gasse 113 Flurstück(e) 104/2 (Karte) |           |              |    |
| Fotos hochladen                         | Brunnen                                                                    | Wassergasse (Karte)                        |           |              |    |

### Streufdorf
| Bild                                    | Bezeichnung                                                                             | Lage                                                     | Datierung | Beschreibung           | ID |
| --------------------------------------- | --------------------------------------------------------------------------------------- | -------------------------------------------------------- | --------- | ---------------------- | -- |
| Fotos hochladen                         | Wohnhaus                                                                                | Badegasse 13 Flurstück(e) 95/2 (Karte)                   |           |                        |    |
| Fotos hochladen                         | Backhaus                                                                                | Badegasse 27 Flurstück(e) 127/3 (Karte)                  |           |                        |    |
| Fotos hochladen                         | Brunnen                                                                                 | Marktplatz o. Nr. (Karte)                                |           |                        |    |
| Fotos hochladen                         | Wohnhaus mit Nebengebäude                                                               | Marktplatz 2 Flurstück(e) 170 (Karte)                    |           |                        |    |
| Fotos hochladen                         | Gehöft                                                                                  | Marktplatz 3 Flurstück(e) 345 (Karte)                    |           |                        |    |
| Fotos hochladen                         | Wohnhaus                                                                                | Obere Marktstraße 11 Flurstück(e) 385 (Karte)            |           |                        |    |
| Fotos hochladen                         | Wohnhaus                                                                                | Obere Marktstraße 12 Flurstück(e) 86 (Karte)             |           | Brache nach Abbruch    |    |
| Fotos hochladen                         | Rathaus                                                                                 | Obere Marktstraße 3 Flurstück(e) 366/11 (Karte)          |           |                        |    |
| weitere Bilder Fotos hochladen          | Kirche mit Ausstattung, Wehrmauer, Friedhof / Evangelisch-lutherische St.-Marien-Kirche | Pfarrberg 2 Flurstück(e) 282/2 (Karte)                   |           |                        |    |
| Fotos hochladen                         | Gehöft                                                                                  | Roßfelder Straße 10 (Karte)                              |           |                        |    |
| Fotos hochladen                         | Sägewerk                                                                                | Roßfelder Straße 17 (Karte)                              |           |                        |    |
| Fotos hochladen                         | Wohnhaus mit Werkstatt                                                                  | Streufdorfer Bahnhofstraße 2 Flurstück(e) 2634/2 (Karte) |           |                        |    |
| Fotos hochladen                         | Umspannwerk                                                                             | Streufdorfer Bahnhofstraße 4 Flurstück(e) 2635/2 (Karte) |           | Ehemaliges Umspannwerk |    |
| Fotos hochladen                         | Pforte                                                                                  | Untere Marktstraße 13 Flurstück(e) 212/4 (Karte)         |           |                        |    |
| Fotos hochladen                         | Doppelgehöft                                                                            | Untere Marktstraße 19, 21 Flurstück(e) 222/5 (Karte)     |           |                        |    |
| Direkt Bild zu diesem Denkmal hochladen | Ruhestein                                                                               | südlich der Straße nach Simmershausen                    |           |                        |    |
| Fotos hochladen                         | Brauhaus                                                                                | südwestlicher Ortsrand (Karte)                           |           |                        |    |

## Bodendenkmale

### Eishausen
| Bild                                    | Bezeichnung | Lage | Datierung | Beschreibung | ID |
| --------------------------------------- | ----------- | --- | --------- | ------------ | -- |
| Direkt Bild zu diesem Denkmal hochladen | Hügelgräber | 1,1 km nnö des Ortes, auf SO-Terrasse der Hanleite, westlich des Weges nach Birkenfeld Flurstück(e) 547/15, 547/16 |           |              |    |

### Linden
| Bild                                    | Bezeichnung                     | Lage | Datierung | Beschreibung | ID |
| --------------------------------------- | ------------------------------- | --- | --------- | ------------ | -- |
| Direkt Bild zu diesem Denkmal hochladen | Landwehrabschnitt               | südöstlich vom Ort, zwischen Kornberg und Hexenhügel Flurstück(e) 1102, 1111/2, 1128/4, 1128/5, 1130/1, 596/2, 665, 833/9 |           |              |    |
| Direkt Bild zu diesem Denkmal hochladen | Sächsische Landwehr – Abschnitt | entlang Gemarkungsgrenze Streufdorf / Linden Flurstück(e) 596/2; Gemarkung Streufdorf / Flurstück(e) 2012/5               |           |              |    |

### Seidingstadt
| Bild            | Bezeichnung | Lage | Datierung | Beschreibung | ID |
| --------------- | ----------- | --- | --------- | ------------ | -- |
| Fotos hochladen | Burganlage  | nordöstlich vom Ort Flurstück(e) 987, 988/2, 988/3, 988/4, 989 (Karte)                                         |           |              |    |
| Fotos hochladen | Steinkreuz  | ca. 350 m nö der Kirche, unmittelbar am südlichen Straßenrand der Rudelsdorfer Straße Flurstück(e) 215 (Karte) |           |              |    |

### Streufdorf
| Bild                                    | Bezeichnung                     | Lage | Datierung | Beschreibung | ID |
| --------------------------------------- | ------------------------------- | --- | --------- | ------------ | -- |
| Direkt Bild zu diesem Denkmal hochladen | Sächsische Landwehr             | sö des Ortes, entlang Gemarkungsgrenze Gleicherwiesen/Streufdorf Gemarkung Gleicherwiesen / Flurstück(e) 786/1, 815, 816, 817/2, 817/3, 818, 819, 820/5, 826, 839/2, 846/2, 855, 857/2; Flurstück(e) 1953/3, 1954, 2010/6, 2063 |           |              |    |
| Direkt Bild zu diesem Denkmal hochladen | Sächsische Landwehr – Abschnitt | entlang Gemarkungsgrenze Streufdorf / Linden Gemarkung Linden / Flurstück(e) 596/2; Flurstück(e) 2012/5 |           |              |    |
| Direkt Bild zu diesem Denkmal hochladen | 'Bonifatiuskreuz'/ 'Mordkreuz'  | ca. 3 km wsw von Streufdorf, 230 m sö der Höhe des Hexenhügels Flurstück(e) 2016/4 |           |              |    |
| weitere Bilder Fotos hochladen          | Korneffer-Kreuz                 | ca. 1,66 km onö der Kirche von Streufdorf am alten Heldburger Weg Flurstück(e) 1285 |           |              |    |
| Direkt Bild zu diesem Denkmal hochladen | Steinkreuz                      | 2,2 km sw der Kirche von Streufdorf Rtg. Haubinda; 120 m vor oberem Ausgang des Kriegersgrundes; am Fuß des NW-Hanges Flurstück(e) 2034/2                                                                                       |           |              |    |